# Грунтонос
Грунтонос (также пробойник) — приспособление для сбора образцов горных пород или почв из забоев или со стенок буровой скважины.

## Устройство
При исследовании свойств пород при сооружении фундаментов применяются забойные грунтоносы трёх типов:
- вращательного типа (обуривающие) для отбора твёрдых глинистых грунтов и плотных сцементировавшихся песков;
- забивного типа для отбора связных и слабосвязных глинистых грунтов;
- погружного типа (погружаются вдавливанием) для отбора полутвёрдых, мягких и текучих глин, илов и рыхлых песков, насыщенных водой.

При исследовании состава боковых стенок скважины используются боковые грунтоносы:
- соскребающие породу со стенок, в виде ножей-расширителей, скребков или фрез;
- высверливающие, с использованием механического, электрического или гидравлического привода;
- стреляющие (с пороховыми двигателями).